# Ataque de Fotokol de 2015
El ataque de Fotokol de 2015 ocurrió entre el 4 y 5 de febrero, en el que se reportó que miembros del grupo terrorista Boko Haram, habían disparado e incendiado la comuna de Fotokol, Camerún, dejando un saldo de al menos 91 fallecidos y más de 500 heridos. Los militantes también incendiaron las mezquitas e iglesias de la ciudad. El ataque se produjo un día después de que las fuerzas regionales declararon que habían expulsado a Boko Haram de Gambaru, una ciudad nigeriano que está cerca de Fotokol. Fue el segundo ataque extranjero por el grupo en días recientes. Esta región de Níger es un área en donde han llegado miles de refugiados para huir de los ataques de Boko Haram, que desde 2009 ha encabezado una insurgencia. Tanto el ejército camerunés como el chadiano se han desplegado como una fuerza regional para hacerles frente. El ejército chadiano afirmó haber asesinado alrededor de 200 militantes. Muchos oficiales de alto rango de la Naciones Unidas, incluyendo Francia, han estado planificando represalias por los ataques. Francia ha proporcionado apoyo con armamento, logística y operaciones por este esfuerzo multinacional. Se estima que en el año 2014, más de 10 000 personas fueron asesinadas por Boko Haram.